# New Post
New Post és una concentració de població designada pel cens dels Estats Units a l'estat de Wisconsin. Segons el cens del 2000 tenia 367 habitants.

## Demografia
Segons el cens del 2000, New Post tenia 367 habitants, 156 habitatges, i 97 famílies. La densitat de població era de 7 habitants per km².
Dels 156 habitatges en un 25,6% hi vivien nens de menys de 18 anys, en un 41% hi vivien parelles casades, en un 16% dones solteres, i en un 37,2% no eren unitats familiars. En el 32,1% dels habitatges hi vivien persones soles el 9% de les quals corresponia a persones de 65 anys o més que vivien soles. El nombre mitjà de persones vivint en cada habitatge era de 2,35 i el nombre mitjà de persones que vivien en cada família era de 2,94.
Per edats la població es repartia de la següent manera: un 24,8% tenia menys de 18 anys, un 7,4% entre 18 i 24, un 27% entre 25 i 44, un 27,8% de 45 a 60 i un 13,1% 65 anys o més.
L'edat mediana era de 39 anys. Per cada 100 dones de 18 o més anys hi havia 115,6 homes.
La renda mediana per habitatge era de 29.219 $ i la renda mediana per família de 28.000 $. Els homes tenien una renda mediana de 23.750 $ mentre que les dones 21.528 $. La renda per capita de la població era de 12.395 $. Aproximadament l'11,1% de les famílies i el 16% de la població estaven per davall del llindar de pobresa.

## Poblacions més properes
El següent diagrama mostra les poblacions més properes.